# Hichem Djait
Hichem Djait (Túnez, 6 de diciembre de 1935-1 de junio de 2021) fue un historiador y erudito del islam tunecino.

## Biografía

### Primeros años y estudios
Nació en el seno de una familia conservadora de clase media alta. Su erudito padre y algunos de sus tíos y parientes eran sabios islámicos o jeques, lo que hizo que el nombre de la familia Djait se asociara tradicionalmente con la mezquita Zitouna, así como con el Fiqh (entendimiento de los preceptos del islam). Realizó sus estudios secundarios en el Colegio Sadiki, donde estudió francés, literatura universal, filosofía occidental, árabe y estudios islámicos. Su formación en la institución le hizo descubrir a los pensadores de la Ilustración y los ideales del Renacimiento y la Reforma, que eran bastante diferentes de las enseñanzas del entorno conservador de su familia.

### Carrera
Más tarde viajó a Francia, donde obtuvo un título en historia en 1962, realizando más adelante un doctorado en Artes y Humanidades. Se convirtió en profesor emérito de la Universidad de Túnez y en docente de las universidades de McGill y California en Berkeley. Además de los numerosos títulos honoríficos y premios que recibió, Djait fue miembro de la Academia Europea de Ciencias y Artes y fue nombrado presidente de la Academia Tunecina de Ciencias, Letras y Artes el 17 de febrero de 2012.
El profesor Djait era especialista en historia islámica medieval y fue miembro del Instituto Científico Internacional para la Historia General de África apoyado por la UNESCO. En los numerosos libros que publicó en Túnez y Francia, abordaba principalmente diversos temas relacionados con la cultura, la historia y la filosofía árabe-islámica, así como con la relación entre el Islam y la modernidad y el lugar del Islam en el mundo contemporáneo.

### Fallecimiento
Djat falleció el 1 de junio de 2021 a los ochenta y seis años.